# Europamesterskabet i fodbold 2020 (mænd)
Europamesterskabet i fodbold 2020 var den 16. udgave af EM i fodbold for mænd. Turneringen blev afholdt fra 11. juni til 11. juli 2021 og blev vundet af Italien, der vandt over England i finalen. Danmark opnåede sit bedste resultat ved EM siden 1992, da holdet nåede semifinalen og dermed kom på fjerdepladsen og Spanien på tredjepladsen. 
Atypisk for turneringen blev den afviklet i 12 forskellige byer i 12 forskellige lande. Europamesterskabet skulle oprindeligt være afholdt i sommeren 2020, men grundet Coronaviruspandemien blev mesterskabet udskudt til 2021. 
Portugal var forsvarende mestre da de vandt 2016 udgaven i Frankrig.
Video assistant referee (VAR) systemet fik sin debut. Ligeledes blev det grundet Coronaviruspandemien tilladt med flere udskiftninger

## Værtsudvælgelse
Den 6. december 2012 meddelte UEFA, at slutspillet skulle foregå i forskellige lande for at fejre turneringens 60 år. At være værtsby garanterer ikke det pågældende land, at blive kvalificeret til slutspillet.
Udvælgelsen af værtsbyerne fandt sted d. 19. september 2014, efter ansøgningerne var blevet offentliggjort d. 26. april samme år.
     Vellykket bud for gruppespil og ottendedelsfinale
     Vellykket bud for gruppespil og kvartfinale
     Vellykket bud for semifinaler og finale. Senere tilføjet: Gruppespil og ottendedelsfinale
     Vellykket bud for gruppespil og ottendedelsfinale, men senere fjernet
     Vellykket bud for gruppespil og ottendedelsfinale, men senere ændret til et andet stadion i landet
     Mislykket bud
| Land         | By               | Stadion                             | Kapacitet                                                  | Ansøgt pakke                                 | Resultat                                                                  |
| ------------ | ---------------- | ----------------------------------- | ---------------------------------------------------------- | -------------------------------------------- | ------------------------------------------------------------------------- |
| Azerbaijan   | Baku             | Olympic Stadium                     | 68.700                                                     | Standardpakke                                | Gruppespil og kvartfinale                                                 |
| Belgien      | Bruxelles        | Eurostadium (nyt nationalt stadiun) | 50.000 (62.613 potientielt)                                | Standardpakke                                | Gruppespil og ottendedelsfinale (senere fjernet)                          |
| Bulgarien    | Sofia            | Vasil Levski National Stadium       | 43.000 (mulig udvidelse til 50.000)                        | Standardpakke - ugyldig                      | Mislykket                                                                 |
| Danmark      | København        | Parken                              | 38.065                                                     | Standardpakke                                | Gruppespil og ottendedelsfinale                                           |
| England      | London           | Wembley Stadium                     | 90.000                                                     | Finalepakke (senere tilføjet standard pakke) | Semifinaler og finale Gruppespil og ottendedelsfinale (senere tilføjet)   |
| Holland      | Amsterdam        | Johan Cruyff Arena                  | 54.990                                                     | Standardpakke                                | Gruppespil og ottendedelsfinale                                           |
| Hviderusland | Minsk            | Dinamo Stadium                      | 34.000 (kan blive udvidet 39.000)                          | Standardpakke - ugyldig                      | Mislykket                                                                 |
| Irland       | Dublin           | Aviva Stadium                       | 51.700                                                     | Standardpakke                                | Gruppespil og ottendedelsfinale (senere fjernet)                          |
| Israel       | Jerusalem        | Teddy Stadium                       | 34.000 (forventes udvidet til 53.000)                      | Standardpakke - ugyldig                      | Mislykket                                                                 |
| Italien      | Rom              | Stadio Olimpico                     | 72.698                                                     | Standardpakke                                | Gruppespil og kvartfinale                                                 |
| Makedonien   | Skopje           | Philip II Arena                     | 33.460                                                     | Standardpakke - ugyldig                      | Mislykket                                                                 |
| Rumænien     | Bukarest         | Arena Națională                     | 55.600                                                     | Standardpakke                                | Gruppespil og ottendedelsfinale                                           |
| Rusland      | Sankt Petersborg | Krestovsky Stadium                  | 68.134                                                     | Standardpakke                                | Gruppespil og kvartfinale                                                 |
| Skotland     | Glasgow          | Hampden Park                        | 52.063                                                     | Standardpakke                                | Gruppespil og ottendedelsfinale                                           |
| Spanien      | Bilbao           | San Mamés                           | 53.332                                                     | Standardpakke                                | Gruppespil og ottendedelsfinale (senere flyttet til La Cartuja i Sevilla) |
| Spanien      | Sevilla          | La Cartuja                          | 60.000                                                     | Nej                                          | Gruppespil og ottendedelsfinale (flyttet hertil fra San Mamés i Bilbao)   |
| Sverige      | Solna, Stockholm | Friends Arena                       | 50.000                                                     | Standardpakke - elimineret                   | Mislykket                                                                 |
| Tyskland     | München          | Allianz Arena                       | 75.000                                                     | Finalepakke Standardpakke                    | Gruppespil og kvartfinale                                                 |
| Ungarn       | Budapest         | Puskás Aréna                        | 56.000 (ved tildeling. Ved slutrunde 67.215 i nyt stadion) | Standardpakke                                | Gruppespil og ottendedelsfinale                                           |
| Wales        | Cardiff          | Millennium Stadium                  | 74.500                                                     | Standardpakke - elimineret                   | Mislykket                                                                 |

7 ud af de 11 byer er hovedstæder undtagen München, Sankt Petersborg, Glasgow og Sevilla.

## Spillesteder
| London            | Rom                | LondonRomMünchenBakuSaint PetersburgBudapestSevillaBucharestAmsterdamGlasgowKøbenhavn | LondonRomMünchenBakuSaint PetersburgBudapestSevillaBucharestAmsterdamGlasgowKøbenhavn | München           |
| ----------------- | ------------------ | ------------------------------------------------------------------------------------- | ------------------------------------------------------------------------------------- | ----------------- |
| Wembley Stadium   | Stadio Olimpico    | LondonRomMünchenBakuSaint PetersburgBudapestSevillaBucharestAmsterdamGlasgowKøbenhavn | LondonRomMünchenBakuSaint PetersburgBudapestSevillaBucharestAmsterdamGlasgowKøbenhavn | Allianz Arena     |
| Kapacitet: 90.000 | Kapacitet: 70.634  | LondonRomMünchenBakuSaint PetersburgBudapestSevillaBucharestAmsterdamGlasgowKøbenhavn | LondonRomMünchenBakuSaint PetersburgBudapestSevillaBucharestAmsterdamGlasgowKøbenhavn | Kapacitet: 70.000 |
|                   |                    | LondonRomMünchenBakuSaint PetersburgBudapestSevillaBucharestAmsterdamGlasgowKøbenhavn | LondonRomMünchenBakuSaint PetersburgBudapestSevillaBucharestAmsterdamGlasgowKøbenhavn |                   |
| Baku              | Saint Petersburg   | LondonRomMünchenBakuSaint PetersburgBudapestSevillaBucharestAmsterdamGlasgowKøbenhavn | LondonRomMünchenBakuSaint PetersburgBudapestSevillaBucharestAmsterdamGlasgowKøbenhavn | Budapest          |
| Olympic Stadium   | Krestovsky Stadium | LondonRomMünchenBakuSaint PetersburgBudapestSevillaBucharestAmsterdamGlasgowKøbenhavn | LondonRomMünchenBakuSaint PetersburgBudapestSevillaBucharestAmsterdamGlasgowKøbenhavn | Puskás Aréna      |
| Kapacitet: 68.000 | Kapacitet: 68.134  | LondonRomMünchenBakuSaint PetersburgBudapestSevillaBucharestAmsterdamGlasgowKøbenhavn | LondonRomMünchenBakuSaint PetersburgBudapestSevillaBucharestAmsterdamGlasgowKøbenhavn | Kapacitet: 67.215 |
|                   |                    | LondonRomMünchenBakuSaint PetersburgBudapestSevillaBucharestAmsterdamGlasgowKøbenhavn | LondonRomMünchenBakuSaint PetersburgBudapestSevillaBucharestAmsterdamGlasgowKøbenhavn |                   |
| Sevilla           | Bucharest          | Amsterdam                                                                             | Glasgow                                                                               | København         |
| La Cartuja        | Arena Națională    | Johan Cruyff Arena                                                                    | Hampden Park                                                                          | Parken            |
| Kapacitet: 60.000 | Kapacitet: 55.600  | Kapacitet: 54.990                                                                     | Kapacitet: 51.866                                                                     | Kapacitet: 38.065 |
|                   |                    |                                                                                       |                                                                                       |                   |

- Semifinaler og finale, samt gruppespil og ottendedelsfinale (senere tilføjet): London (England)
- Gruppespil og en kvartfinale: München (Tyskland), Baku (Aserbajdsjan), Sankt Petersborg (Rusland), Rom (Italien)
- Gruppespil og ottendedelsfinaler: København (Danmark), Bukarest (Rumænien), Amsterdam (Holland), Sevilla (Spanien), Budapest (Ungarn), Glasgow (Skotland)

## Kvalificerede hold
Gruppe A:
Tyrkiet,
Italien,
Schweiz,
Wales.
Gruppe B:
Rusland,
Belgien,
Danmark,
Finland.
Gruppe C:
Østrig,
Holland,
Ukraine.
Gruppe D:
Tjekkiet,
England,
Kroatien.
Gruppe E:
Sverige,
Polen,
Spanien.
Gruppe F:
Tyskland,
Frankrig,
Portugal.

## Gruppespil

### Gruppe A
| Pos | Hold    | K | V | U | T | M+ | M- | MF | P | Kvalifikation              |
| --- | ------- | - | - | - | - | -- | -- | -- | - | -------------------------- |
| 1   | Italien | 3 | 3 | 0 | 0 | 7  | 0  | +7 | 9 | Går videre til slutspillet |
| 2   | Wales   | 3 | 1 | 1 | 1 | 3  | 2  | +1 | 4 | Går videre til slutspillet |
| 3   | Schweiz | 3 | 1 | 1 | 1 | 4  | 5  | −1 | 4 | Går videre til slutspillet |
| 4   | Tyrkiet | 3 | 0 | 0 | 3 | 1  | 8  | −7 | 0 |                            |

| 11. juni 2021 21:00 |

| Tyrkiet | 0–3     | Italien                                            |
| ------- | ------- | -------------------------------------------------- |
|         | Rapport | - Demiral 53' (sm.) - Immobile 66' - Insigne 79' · |

| Stadio Olimpico, Rom Tilskuere: 12,916 Dommer: Danny Makkelie (Holland) |

| 12. juni 2021 15:00 (17:00 UTC+4) |

| Wales       | 1–1     | Schweiz        |
| ----------- | ------- | -------------- |
| - Moore 74' | Rapport | - Embolo 49' · |

| Olympic Stadium, Baku Dommer: Clément Turpin (Frankrig) |

| 16. juni 2021 18:00 (20:00 UTC+4) |

| Tyrkiet | 0–2     | Wales                             |
| ------- | ------- | --------------------------------- |
|         | Rapport | - Ramsey 42' - C. Roberts 90+5' · |

| Olympic Stadium, Baku Tilskuere: 19.762 Dommer: Artur Soares Dias (Portugal) |

| 16. juni 2021 21:00 |

| Italien                             | 3–0     | Schweiz |
| ----------------------------------- | ------- | ------- |
| - Locatelli 26', 52' - Immobile 89' | Rapport |         |

| Stadio Olimpico, Rom Tilskuere: 12,445 Dommer: Sergei Karasev (Rusland) |

| 20. juni 2021 18:00 (20:00 UTC+4) |

| Schweiz                           | 3–1     | Tyrkiet         |
| --------------------------------- | ------- | --------------- |
| - Seferović 6' - Shaqiri 26', 68' | Rapport | - Kahveci 62' · |

| Olympic Stadium, Baku Tilskuere: 17.138 Dommer: Slavko Vinčić (Slovenien) |

| 20. juni 2021 18:00 |

| Italien       | 1–0     | Wales |
| ------------- | ------- | ----- |
| - Pessina 39' | Rapport |       |

| Stadio Olimpico, Rom Tilskuere: 11.541 Dommer: Ovidiu Hațegan (Rumænien) |

### Gruppe B
Gruppens kampe spilles i Danmark & Rusland
| Pos | Hold    | K | V | U | T | M+ | M- | MF | P | Kvalifikation              |
| --- | ------- | - | - | - | - | -- | -- | -- | - | -------------------------- |
| 1   | Belgien | 3 | 3 | 0 | 0 | 7  | 1  | +6 | 9 | Går videre til slutspillet |
| 2   | Danmark | 3 | 1 | 0 | 2 | 5  | 4  | +1 | 3 | Går videre til slutspillet |
| 3   | Finland | 3 | 1 | 0 | 2 | 1  | 3  | −2 | 3 |                            |
| 4   | Rusland | 3 | 1 | 0 | 2 | 2  | 7  | −5 | 3 |                            |

| 12. juni 2021 18:00 |

| Danmark | 0–1     | Finland            |
| ------- | ------- | ------------------ |
|         | Rapport | - Pohjanpalo 60' · |

| Parken, København Tilskuere: 13.790 Dommer: Anthony Taylor (England) |

| 12. juni 2021 21:00 (22:00 UTC+3) |

| Belgien                         | 3–0     | Rusland |
| ------------------------------- | ------- | ------- |
| - Lukaku 10', 88' - Meunier 34' | Rapport |         |

| Krestovsky Stadium, Saint Petersburg Tilskuere: 26.264 Dommer: Antonio Mateu Lahoz (Spanien) |

| 16. juni 2021 15:00 (16:00 UTC+3) |

| Finland | 0–1     | Rusland             |
| ------- | ------- | ------------------- |
|         | Rapport | - Miranchuk 45+2' · |

| Krestovskij Stadion, Sankt Petersborg Tilskuere: 24.540 Dommer: Danny Makkelie (Holland) |

| 17. juni 2021 18:00 |

| Danmark      | 1–2     | Belgien                           |
| ------------ | ------- | --------------------------------- |
| - Poulsen 2' | Rapport | - T. Hazard 55' - De Bruyne 70' · |

| Parken, København Tilskuere: 23.395 Dommer: Björn Kuipers (Holland) |

| 21. juni 2021 21:00 |

| Rusland             | 1–4     | Danmark                                                       |
| ------------------- | ------- | ------------------------------------------------------------- |
| - Dzyuba 70' (str.) | Rapport | - Damsgaard 38' - Poulsen 59' - Christensen 79' - Mæhle 82' · |

| Parken, København Tilskuere: 23.644 Dommer: Clément Turpin (Frankrig) |

| 21. juni 2021 21:00 (22:00 UTC+3) |

| Finland | 0–2     | Belgien                                 |
| ------- | ------- | --------------------------------------- |
|         | Rapport | - Hrádecký 74' (selvmål) - Lukaku 81' · |

| Krestovskij Stadion, Sankt Petersborg Tilskuere: 18.545 Dommer: Felix Brych (Tyskland) |

### Gruppe C
Gruppens kampe spilles i Holland og Rumænien
| Pos | Hold           | K | V | U | T | M+ | M- | MF | P | Kvalifikation              |
| --- | -------------- | - | - | - | - | -- | -- | -- | - | -------------------------- |
| 1   | Holland        | 3 | 3 | 0 | 0 | 8  | 2  | +6 | 9 | Går videre til slutspillet |
| 2   | Østrig         | 3 | 2 | 0 | 1 | 4  | 3  | +1 | 6 | Går videre til slutspillet |
| 3   | Ukraine        | 3 | 1 | 0 | 2 | 4  | 5  | −1 | 3 | Går videre til slutspillet |
| 4   | Nordmakedonien | 3 | 0 | 0 | 3 | 2  | 8  | −6 | 0 |                            |

| 13. juni 2021 18:00 (19:00 UTC+3) |

| Østrig                                          | 3–1     | Nordmakedonien |
| ----------------------------------------------- | ------- | -------------- |
| - Lainer 18' - Gregoritsch 78' - Arnautović 89' | Rapport | - Pandev 28' · |

| Arena Națională, Bucharest Tilskuere: 9.082 Dommer: Andreas Ekberg (Sverige) |

| 13. juni 2021 21:00 |

| Holland                                       | 3–2     | Ukraine                            |
| --------------------------------------------- | ------- | ---------------------------------- |
| - Wijnaldum 52' - Weghorst 58' - Dumfries 85' | Rapport | - Yarmolenko 75' - Yaremchuk 79' · |

| Johan Cruyff Arena, Amsterdam Dommer: Felix Brych (Tyskland) |

| 17. juni 2021 15:00 (16:00 UTC+3) |

| Ukraine                          | 2–1     | Nordmakedonien  |
| -------------------------------- | ------- | --------------- |
| - Yarmolenko 29' - Yaremchuk 34' | Rapport | - Alioski 57' · |

| Arena Națională, Bucharest |

| 17. juni 2021 21:00 |

| Holland                           | 2–0     | Østrig |
| --------------------------------- | ------- | ------ |
| - Depay 11' (str.) - Dumfries 67' | Rapport |        |

| Johan Cruyff Arena, Amsterdam Tilskuere: 15.243 |

| 21. juni 2021 18:00 |

| Nordmakedonien | 0–3     | Holland                            |
| -------------- | ------- | ---------------------------------- |
|                | Rapport | - Depay 24' - Wijnaldum 50', 58' · |

| Johan Cruyff Arena, Amsterdam Tilskuere: 15.227 Dommer: István Kovács (Rumænien) |

| 21. juni 2021 18:00 (19:00 UTC+3) |

| Ukraine | 0–1     | Østrig              |
| ------- | ------- | ------------------- |
|         | Rapport | - Baumgartner 21' · |

| Arena Națională, Bucharest Tilskuere: 10,472 Dommer: Cüneyt Çakır (Tyrkiet) |

### Gruppe D
Gruppens kampe spilles i England og Skotland
| Pos | Hold     | K | V | U | T | M+ | M- | MF | P | Kvalifikation              |
| --- | -------- | - | - | - | - | -- | -- | -- | - | -------------------------- |
| 1   | England  | 3 | 2 | 1 | 0 | 2  | 0  | +2 | 7 | Går videre til slutspillet |
| 2   | Kroatien | 3 | 1 | 1 | 1 | 4  | 3  | +1 | 4 | Går videre til slutspillet |
| 3   | Tjekkiet | 3 | 1 | 1 | 1 | 3  | 2  | +1 | 4 | Går videre til slutspillet |
| 4   | Skotland | 3 | 0 | 1 | 2 | 1  | 5  | −4 | 1 |                            |

| 13. juni 2021 15:00 (14:00 UTC+1) |

| England        | 1–0     | Kroatien |
| -------------- | ------- | -------- |
| - Sterling 57' | Rapport |          |

| Wembley Stadion, London Tilskuere: 18.497 Dommer: Daniele Orsato (Italien) |

| 14. juni 2021 15:00 (14:00 UTC+1) |

| Skotland | 0–2     | Tjekkiet            |
| -------- | ------- | ------------------- |
|          | Rapport | - Schick 42', 52' · |

| Hampden Park, Glasgow Tilskuere: 9,847 Dommer: Daniel Siebert (Tyskland) |

| 18. juni 2021 18:00 (17:00 UTC+1) |

| Kroatien      | 1–1     | Tjekkiet              |
| ------------- | ------- | --------------------- |
| - Perišić 47' | Rapport | - Schick 37' (str.) · |

| Hampden Park, Glasgow Tilskuere: 5.607 Dommer: Carlos del Cerro Grande (Spanien) |

| 18. juni 2021 21:00 (20:00 UTC+1) |

| England | 0–0     | Skotland |
| ------- | ------- | -------- |
|         | Rapport |          |

| Wembley Stadium, London Tilskuere: 20,306 Dommer: Antonio Mateu Lahoz (Spain) |

| 22. juni 2021 21:00 (20:00 UTC+1) |

| Kroatien                                | 3–1     | Skotland         |
| --------------------------------------- | ------- | ---------------- |
| - Vlašić 17' - Modrić 62' - Perišić 77' | Rapport | - McGregor 42' · |

| Hampden Park, Glasgow Tilskuere: 9.896 Dommer: Fernando Rapallini (Argentina) |

| 22. juni 2021 21:00 (20:00 UTC+1) |

| Tjekkiet | 0–1     | England          |
| -------- | ------- | ---------------- |
|          | Rapport | - Sterling 12' · |

| Wembley Stadium, London Tilskuere: 19.104 Dommer: Artur Soares Dias (Portugal) |

### Gruppe E
Gruppens kampe spilles i Spanien & Irland
| Pos | Hold      | K | V | U | T | M+ | M- | MF | P | Kvalifikation              |
| --- | --------- | - | - | - | - | -- | -- | -- | - | -------------------------- |
| 1   | Sverige   | 3 | 2 | 1 | 0 | 4  | 2  | +2 | 7 | Går videre til slutspillet |
| 2   | Spanien   | 3 | 1 | 2 | 0 | 6  | 1  | +5 | 5 | Går videre til slutspillet |
| 3   | Slovakiet | 3 | 1 | 0 | 2 | 2  | 7  | −5 | 3 |                            |
| 4   | Polen     | 3 | 0 | 1 | 2 | 4  | 6  | −2 | 1 |                            |

| 14. juni 2021 18:00 (19:00 UTC+3) |

| Polen         | 1–2     | Slovakiet                             |
| ------------- | ------- | ------------------------------------- |
| - Linetty 46' | Rapport | - Szczęsny 18' (sm.) - Škriniar 69' · |

| Krestovsky Stadion, Saint Petersburg Tilskuere: 12.862 Dommer: Ovidiu Hațegan (Rumænien) |

| 14. juni 2021 21:00 |

| Spanien | 0–0     | Sverige |
| ------- | ------- | ------- |
|         | Rapport |         |

| La Cartuja, Sevilla Tilskuere: 10.559 Dommer: Slavko Vinčić (Slovenien) |

| 18. juni 2021 15:00 (16:00 UTC+3) |

| Sverige               | 1–0     | Slovakiet |
| --------------------- | ------- | --------- |
| - Forsberg 77' (str.) | Rapport |           |

| Krestovsky Stadium, Saint Petersburg Tilskuere: 11.525 Dommer: Daniel Siebert (Germany) |

| 19. juni 2021 21:00 |

| Spanien      | 1–1     | Polen               |
| ------------ | ------- | ------------------- |
| - Morata 25' | Rapport | - Lewandowski 54' · |

| La Cartuja, Sevilla Tilskuere: 11.742 Dommer: Daniele Orsato (Italien) |

| 23. juni 2021 18:00 |

| Slovakiet | 0–5     | Spanien                                                                                |
| --------- | ------- | -------------------------------------------------------------------------------------- |
|           | Rapport | - Dúbravka 30' (sm.) - Laporte 45+3' - Sarabia 56' - F. Torres 67' - Kucka 71' (sm.) · |

| La Cartuja, Sevilla Tilskuere: 11.204 Dommer: Björn Kuipers (Holland) |

| 23. juni 2021 18:00 (19:00 UTC+3) |

| Sverige                             | 3–2     | Polen                    |
| ----------------------------------- | ------- | ------------------------ |
| - Forsberg 2', 59' - Claesson 90+4' | Rapport | - Lewandowski 61', 84' · |

| Krestovsky Stadium, Saint Petersburg Tilskuere: 14.252 Dommer: Michael Oliver (England) |

### Gruppe F
Gruppens kampe spilles i Tyskland og Ungarn
| Pos | Hold     | K | V | U | T | M+ | M- | MF | P | Kvalifikation              |
| --- | -------- | - | - | - | - | -- | -- | -- | - | -------------------------- |
| 1   | Frankrig | 3 | 1 | 2 | 0 | 4  | 3  | +1 | 5 | Går videre til slutspillet |
| 2   | Tyskland | 3 | 1 | 1 | 1 | 6  | 5  | +1 | 4 | Går videre til slutspillet |
| 3   | Portugal | 3 | 1 | 1 | 1 | 7  | 6  | +1 | 4 | Går videre til slutspillet |
| 4   | Ungarn   | 3 | 0 | 2 | 1 | 3  | 6  | −3 | 2 |                            |

1. 1 2  Head-to-head result: Portugal 2–4 Tyskland.

| 15. juni 2021 18:00 |

| Ungarn | 0–3     | Portugal                                      |
| ------ | ------- | --------------------------------------------- |
|        | Rapport | - Guerreiro 84' - Ronaldo 87' (str.), 90+2' · |

| Puskás Aréna, Budapest Tilskuere: 55.662 Dommer: Cüneyt Çakır (Tyrkiet) |

| 15. juni 2021 21:00 |

| Frankrig            | 1–0     | Tyskland |
| ------------------- | ------- | -------- |
| - Hummels 20' (sm.) | Rapport |          |

| Allianz Arena, Munich Dommer: Carlos del Cerro Grande (Spain) |

| 19. juni 2021 15:00 |

| Ungarn        | 1–1     | Frankrig          |
| ------------- | ------- | ----------------- |
| - Fiola 45+2' | Rapport | - Griezmann 66' · |

| Puskás Aréna, Budapest |

| 19. juni 2021 18:00 |

| Portugal                 | 2–4     | Tyskland                                                            |
| ------------------------ | ------- | ------------------------------------------------------------------- |
| - Ronaldo 15' - Jota 67' | Rapport | - Dias 35' (sm.) - Guerreiro 39' (sm.) - Havertz 51' - Gosens 60' · |

| Allianz Arena, Munich |

| 23. juni 2021 21:00 |

| Portugal                         | 2–2     | Frankrig                      |
| -------------------------------- | ------- | ----------------------------- |
| - Ronaldo 31' (str.), 60' (str.) | Rapport | - Benzema 45+2' (str.), 47' · |

| Puskás Aréna, Budapest |

| 23. juni 2021 21:00 |

| Tyskland                     | 2–2     | Ungarn                           |
| ---------------------------- | ------- | -------------------------------- |
| - Havertz 66' - Goretzka 84' | Rapport | - Ád. Szalai 11' - Schäfer 68' · |

| Allianz Arena, Munich |

### Rankning af tredjeplads hold
| Pos | Hold      | K | V | U | T | M+ | M- | MF | P | Kvalifikation              |
| --- | --------- | - | - | - | - | -- | -- | -- | - | -------------------------- |
| 1   | Portugal  | 3 | 1 | 1 | 1 | 7  | 6  | +1 | 4 | Går videre til slutspillet |
| 2   | Tjekkiet  | 3 | 1 | 1 | 1 | 3  | 2  | +1 | 4 | Går videre til slutspillet |
| 3   | Schweiz   | 3 | 1 | 1 | 1 | 4  | 5  | −1 | 4 | Går videre til slutspillet |
| 4   | Ukraine   | 3 | 1 | 0 | 2 | 4  | 5  | −1 | 3 | Går videre til slutspillet |
| 5   | Finland   | 3 | 1 | 0 | 2 | 1  | 3  | −2 | 3 |                            |
| 6   | Slovakiet | 3 | 1 | 0 | 2 | 2  | 7  | −5 | 3 |                            |

## Kontroverser

### Semifinalen England vs. Danmark
I det 104. minut i den forlængede spilletid blev der dømt straffespark til England, begået af Joakim Mæhle på Raheem Sterling. Straffesparket blev brændt, men den engelske fodboldspiller Harry Kane scorede et mål kort efter. 
Straffesparket blev efterfølgende kritiseret. Mange mennesker, især på de sociale medier, men også topdommere og selv Danmarks landstræner Kasper Hjulmand, argumenterede for, at der ikke var et grundlag for straffespark, og at taklingen ikke kunne bevises. Ifølge disse argumenter faldt Sterling selv, og det kunne ses på video. Det har også været fremhævet, at VAR burde have omgjort beslutningen, men VAR-dommeren udtalte, at der i VAR-retningslinjerne ikke var basis for at omstøde den, da der var kontakt mellem spillerne. VAR-dommeren mente dog, det var hårdt dømt.https://jyllands-posten.dk/sport/fodbold/ECE13129913/haardt-doemt-vardommeren-forklarer-straffesparket-til-sterling-mod-danmark-i-emsemifinalen/
Danmarks landstræner Kasper Hjulmand gjorde også opmærksomhed på, at der var to bolde banen.
Danske målmand Kasper Schmeichel blev chikaneret af en laser lige før straffesparket. 

## Slutspil
Ved slutspillet spilles der ekstra tid, hvis der efter endt spilletid står uafgjort (to perioder på 15 minutter hver), hvor hvert hold får mulighed for at foretage en sjette udskiftning. Hvis det stadig er uafgjort efter ekstra tid, så afgøres kampen ved straffesparkskonkurrence.
Som ved alle turneringer siden Europamesterskabet i fodbold 1984, så spilles der ikke tredjeplads play-off.

### Oversigt
|  | Ottendedelsfinaler        | Ottendedelsfinaler               |                        |       | Kvartfinaler | Kvartfinaler |  |  | Semifinaler | Semifinaler |  |  | Finale | Finale |
|  |                           |                                  |                        |       |              |              |  |  |             |             |  |  |        |        |
|  | 27. juni 2021 – Sevilla   |                                  |                        |       |              |              |  |  |             |             |  |  |        |        |
|  |                           |                                  |                        |       |              |              |  |  |             |             |  |  |        |        |
|  | Belgien                   | 1                                |                        |       |              |              |  |  |             |             |  |  |        |        |
|  | Belgien                   | 1                                | 2. juli 2021 – München |       |              |              |  |  |             |             |  |  |        |        |
|  | Portugal                  | 0                                |                        |       |              |              |  |  |             |             |  |  |        |        |
|  | Portugal                  | 0                                | Belgien                | 1     |              |              |  |  |             |             |  |  |        |        |
|  | 26. juni 2021 – London    |                                  | Belgien                | 1     |              |              |  |  |             |             |  |  |        |        |
|  |                           | Italien                          | 2                      |       |              |              |  |  |             |             |  |  |        |        |
|  | Italien (efs)             | Italien                          | 2                      | 2     |              |              |  |  |             |             |  |  |        |        |
|  | Italien (efs)             |                                  | 6. juli 2021 – London  | 2     |              |              |  |  |             |             |  |  |        |        |
|  | Østrig                    | 1                                |                        |       |              |              |  |  |             |             |  |  |        |        |
|  | Østrig                    | 1                                | Italien (p)            | 1 (4) |              |              |  |  |             |             |  |  |        |        |
|  | 28. juni 2021 – Bucharest |                                  | Italien (p)            | 1 (4) |              |              |  |  |             |             |  |  |        |        |
|  |                           | Spanien                          | 1 (2)                  |       |              |              |  |  |             |             |  |  |        |        |
|  | Frankrig                  | Spanien                          | 1 (2)                  | 3 (4) |              |              |  |  |             |             |  |  |        |        |
|  | Frankrig                  | 2. juli 2021 – Sankta Petersborg |                        | 3 (4) |              |              |  |  |             |             |  |  |        |        |
|  | Schweiz                   | 3 (5)                            |                        |       |              |              |  |  |             |             |  |  |        |        |
|  | Schweiz                   | 3 (5)                            | Schweiz                | 1 (1) |              |              |  |  |             |             |  |  |        |        |
|  | 28. juni 2021 – København |                                  | Schweiz                | 1 (1) |              |              |  |  |             |             |  |  |        |        |
|  |                           | Spanien (p)                      | 1 (3)                  |       |              |              |  |  |             |             |  |  |        |        |
|  | Kroatien                  | Spanien (p)                      | 1 (3)                  | 3     |              |              |  |  |             |             |  |  |        |        |
|  | Kroatien                  |                                  | 11. juli 2021 – London | 3     |              |              |  |  |             |             |  |  |        |        |
|  | Spanien (efs)             | 5                                |                        |       |              |              |  |  |             |             |  |  |        |        |
|  | Spanien (efs)             | 5                                | Italien (p)            | 1 (3) |              |              |  |  |             |             |  |  |        |        |
|  | 29. juni 2021 – Glasgow   |                                  | Italien (p)            | 1 (3) |              |              |  |  |             |             |  |  |        |        |
|  |                           | England                          | 1 (2)                  |       |              |              |  |  |             |             |  |  |        |        |
|  | Sverige                   | England                          | 1 (2)                  | 1     |              |              |  |  |             |             |  |  |        |        |
|  | Sverige                   | 3. juli 2021 – Rom               |                        | 1     |              |              |  |  |             |             |  |  |        |        |
|  | Ukraine (efs)             | 2                                |                        |       |              |              |  |  |             |             |  |  |        |        |
|  | Ukraine (efs)             | 2                                | Ukraine                | 0     |              |              |  |  |             |             |  |  |        |        |
|  | 29. juni 2021 – London    |                                  | Ukraine                | 0     |              |              |  |  |             |             |  |  |        |        |
|  |                           | England                          | 4                      |       |              |              |  |  |             |             |  |  |        |        |
|  | England                   | England                          | 4                      | 2     |              |              |  |  |             |             |  |  |        |        |
|  | England                   |                                  | 7. juli 2021 – London  | 2     |              |              |  |  |             |             |  |  |        |        |
|  | Tyskland                  | 0                                |                        |       |              |              |  |  |             |             |  |  |        |        |
|  | Tyskland                  | 0                                | England (efs)          | 2     |              |              |  |  |             |             |  |  |        |        |
|  | 27. juni 2021 – Budapest  |                                  | England (efs)          | 2     |              |              |  |  |             |             |  |  |        |        |
|  |                           | Danmark                          | 1                      |       |              |              |  |  |             |             |  |  |        |        |
|  | Holland                   | Danmark                          | 1                      | 0     |              |              |  |  |             |             |  |  |        |        |
|  | Holland                   | 3. juli 2021 – Baku              |                        | 0     |              |              |  |  |             |             |  |  |        |        |
|  | Tjekkiet                  | 2                                |                        |       |              |              |  |  |             |             |  |  |        |        |
|  | Tjekkiet                  | 2                                | Tjekkiet               | 1     |              |              |  |  |             |             |  |  |        |        |
|  | 26. juni 2021 – Amsterdam |                                  | Tjekkiet               | 1     |              |              |  |  |             |             |  |  |        |        |
|  |                           | Danmark                          | 2                      |       |              |              |  |  |             |             |  |  |        |        |
|  | Wales                     | Danmark                          | 2                      | 0     |              |              |  |  |             |             |  |  |        |        |
|  | Wales                     |                                  |                        | 0     |              |              |  |  |             |             |  |  |        |        |
|  | Danmark                   | 4                                |                        |       |              |              |  |  |             |             |  |  |        |        |
|  | Danmark                   | 4                                |                        |       |              |              |  |  |             |             |  |  |        |        |

### Ottendedelsfinaler
| 26. juni 2021 18:00 |

| Wales | 0–4     | Danmark                                              |
| ----- | ------- | ---------------------------------------------------- |
|       | Rapport | - Dolberg 27', 48' - Mæhle 88' - Braithwaite 90+4' · |

| Johan Cruyff Arena, Amsterdam Tilskuere: 14,645 Dommer: Daniel Siebert (Tyskland) |

| 26. juni 2021 21:00 (20:00 UTC+1) |

| Italien                     | 2–1     | Østrig             |
| --------------------------- | ------- | ------------------ |
| - Chiesa 95' - Pessina 105' | Rapport | - Kalajdžić 114' · |

| Wembley Stadion, London Tilskuere: 18.910 Dommer: Anthony Taylor (England) |

| 27. juni 2021 18:00 |

| Holland | 0–2     | Tjekkiet                   |
| ------- | ------- | -------------------------- |
|         | Rapport | - Holeš 68' - Schick 80' · |

| Puskás Aréna, Budapest Tilskuere: 52,834 Dommer: Sergei Karasev (Rusland) |

| 27. juni 2021 21:00 |

| Belgien         | 1–0     | Portugal |
| --------------- | ------- | -------- |
| - T. Hazard 42' | Rapport |          |

| La Cartuja, Sevilla Tilskuere: 11,504 Dommer: Felix Brych (Tyskland) |

| 28. juni 2021 18:00 |

| Kroatien                                      | 3–5 (e.f.s.) | Spanien                                                                          |
| --------------------------------------------- | ------------ | -------------------------------------------------------------------------------- |
| - Pedri 20' (sm.) - Oršić 85' - Pašalić 90+2' | Rapport      | - Sarabia 38' - Azpilicueta 57' - F. Torres 77' - Morata 100' - Oyarzabal 103' · |

| Parken, København Dommer: Cüneyt Çakır (Tyrkiet) |

| 28. juni 2021 21:00 (22:00 UTC+3) |

| Frankrig                                      | 3–3                      | Schweiz                                          |
| --------------------------------------------- | ------------------------ | ------------------------------------------------ |
| - Benzema 57', 59' - Pogba 75'                | Rapport                  | - Seferović 15', 81' - Gavranović 90'            |
|                                               | Straffesparkskonkurrence |                                                  |
| - Pogba - Giroud - Thuram - Kimpembe - Mbappé | 4–5                      | - Gavranović - Schär - Akanji - Vargas - Mehmedi |

| Arena Națională, Bucharest Tilskuere: 22.642 Dommer: Fernando Rapallini (Argentina) |

| 29. juni 2021 18:00 (17:00 UTC+1) |

| England                   | 2–0     | Tyskland |
| ------------------------- | ------- | -------- |
| - Sterling 75' - Kane 86' | Rapport |          |

| Wembley Stadion, London Tilskuere: 41,973 Dommer: Danny Makkelie (Holland) |

| 29. juni 2021 21:00 (20:00 UTC+1) |

| Sverige        | 1–2 (e.f.s.) | Ukraine                           |
| -------------- | ------------ | --------------------------------- |
| - Forsberg 43' | Rapport      | - Zinchenko 27' - Dovbyk 120+1' · |

| Hampden Park, Glasgow Tilskuere: 9.221 Dommer: Daniele Orsato (Italien) |

### Kvartfinaler
| 2. juli 2021 18:00 (19:00 UTC+3) |

| Schweiz                                | 1–1 (e.f.s.)             | Spanien                                        |
| -------------------------------------- | ------------------------ | ---------------------------------------------- |
| - Shaqiri 68'                          | Rapport                  | - Zakaria 8' (sm.)                             |
|                                        | Straffesparkskonkurrence |                                                |
| - Gavranović - Schär - Akanji - Vargas | 1–3                      | - Busquets - Olmo - Rodri - Gerard - Oyarzabal |

| Krestovsky Stadion, Saint Petersburg Tilskuere: 24.764 Dommer: Michael Oliver (England) |

| 2. juli 2021 21:00 |

| Belgien               | 1–2     | Italien                       |
| --------------------- | ------- | ----------------------------- |
| - Lukaku 45+2' (str.) | Rapport | - Barella 31' - Insigne 44' · |

| Allianz Arena, München Tilskuere: 12.984 Dommer: Slavko Vinčić (Slovenien) |

| 3. juli 2021 18:00 (20:00 UTC+4) |

| Tjekkiet     | 1–2     | Danmark                      |
| ------------ | ------- | ---------------------------- |
| - Schick 49' | Rapport | - Delaney 5' - Dolberg 42' · |

| Olympic Stadium, Baku Tilskuere: 16.306 Dommer: Björn Kuipers (Holland) |

| 3. juli 2021 21:00 |

| Ukraine | 0–4     | England                                           |
| ------- | ------- | ------------------------------------------------- |
|         | Rapport | - Kane 4', 50' - Maguire 46' - J. Henderson 63' · |

| Stadio Olimpico, Rom Tilskuere: 11,880 Dommer: Felix Brych (Tyskland) |

### Semifinaler
| 6. juli 2021 21:00 (20:00 UTC+1) |

| Italien                                                   | 1–1                      | Spanien                           |
| --------------------------------------------------------- | ------------------------ | --------------------------------- |
| - Chiesa 60'                                              | Rapport                  | - Morata 80'                      |
|                                                           | Straffesparkskonkurrence |                                   |
| - Locatelli - Belotti - Bonucci - Bernardeschi - Jorginho | 4–2                      | - Olmo - Gerard - Thiago - Morata |

| Wembley Stadion, London Tilskuere: 57,811 Dommer: Felix Brych (Tyskland) |

| 7. juli 2021 21:00 (20:00 UTC+1) |

| England                       | 2–1 (e.f.s.) | Danmark           |
| ----------------------------- | ------------ | ----------------- |
| - Kjær 39' (s.m.) - Kane 104' | Rapport      | - Damsgaard 30' · |

| Wembley Stadion, London Tilskuere: 64,950 Dommer: Danny Makkelie (Holland) |

### Finalen
| 11. juli 2021 21:00 (20:00 UTC+1) |

| Italien                                                 | 1–1                      | England                                     |
| ------------------------------------------------------- | ------------------------ | ------------------------------------------- |
| - Bonucci 67'                                           | Rapport                  | - Shaw 2'                                   |
|                                                         | Straffesparkskonkurrence |                                             |
| - Berardi - Belotti - Bonucci - Bernardeschi - Jorginho | 3–2                      | - Kane - Maguire - Rashford - Sancho - Saka |

| Wembley Stadium, London Tilskuere: 67,173 Dommer: Björn Kuipers (Netherlands) |